# Dukovanský mlýn (přírodní rezervace)
Dukovanský mlýn je přírodní rezervace na pravé stráni údolí řeky Jihlavy u vodní nádrže Mohelno nad zbořeným a zatopeným Dukovanským mlýnem, na území obce Dukovany v okrese Třebíč v nadmořské výšce 310–380 metrů. Oblast spravuje Krajský úřad Kraje Vysočina. Důvodem ochrany je zachování stanovištních podmínek pro existenci reliktních porostů travinobylinných společenstev serpentinových podkladů s dealpínskými prvky.
Rezervace má dvě části, které jsou od sebe v nejbližším místě vzdáleny asi 130 metrů, pásem mezi oběma částmi rezervace prochází dvojí lokální elektrické vedení a červeně značená dálková turistická trasa vedoucí podél řeky Jihlavy. Dolní část rezervace má dolní hranici na břehu vodní nádrže Mohelno. Ve východním cípu dolní části rezervace se nachází památný strom, borovice lesní označovaná jako borovice u Dukovanského mlýna.  Dolní a horní část rezervace propojuje lesní cesta kolmá k červeně značené turistické stezce. Další cesta je od turisticky značené stezky je v mapách značena po jihovýchodním okraji dolní části rezervace směrem k vodní nádrži. Při severním okraji horní části rezervace vede nemotoristická silnička podél bezejmenného potůčku a dále společně s červeně značenou pěší trasou směrem na hráz vodní nádrže Mohelno – po této cestě jsou značeny cykloturistické trasy Energetická, Mlynářská a Pivovarská a cyklotrasy značené bílým a zeleným pásovým značením. 
Na protějším břehu vodní nádrže Mohelno se nachází přírodní rezervace U Jezera a národní přírodní rezervace Mohelenská hadcová step, která má svoji část i na pravém břehu Jihlavy nedaleko východně od PR Dukovanský mlýn. 